# Uqui Permui
Uqui Permui (Barallobre, provincia de La Coruña, 1964) es una directora de arte y diseñadora gráfica gallega especializada en el diseño de proyectos de comunicación orientados a mejorar la vida de las personas, eliminar desigualdades e incrementar la presencia ciudadana. De su estudio han salido proyectos como Territorio das Mulleres o En negro contra a violencia, campañas por las que fue premiada y que denuncian y llevan a la reflexión sobre los abusos y discriminación que sufren las mujeres. Premios Galicia de Innovación e deseño no 2023. Fue cofundadora en 2006 de la Asociación Gallega de Diseño (DAG), de la que fue presidenta hasta 2018.

## Biografía
Uqui Permui realizó estudios de arte en la Escuela Maestro Mateo de Santiago de Compostela (Galicia), finalizándolos en 1991. En 2017 se graduó en Comunicación, en la especialidad Audiovisual, en la Universidad Abierta de Cataluña (UOC), y un año después realizó en la misma universidad un Posgrado Multimedia en Diseño de Interacción y Usabilidad. Para ella el diseño es actualmente "un concepto global que equilibra el bienestar de las personas, el crecimiento empresarial y la sostenibilidad ambiental".
Sus primeros trabajos como diseñadora júnior los realizó en el Estudio Permuy Diseño. En 1991 creó su propio estudio de diseño ubicado en Santiago de Compostela, donde trabaja como Directora creativa. Se trata de un estudio multidisciplinar especializado en proyectos con perspectiva social e integradora.    
Permui es una diseñadora versátil a la que le gusta desarrollar los proyectos de forma global y utilizar diferentes estrategias de diseño tanto gráficas como digitales. Su educación artística la llevó a trabajar en los distintos campos: editorial, multimedia y audiovisual. Como directora de arte realizó campañas sociales y empresariales y dirigido publicaciones y proyectos transmedia; como diseñadora gráfica diseña marcas y publicaciones, páginas web y aplicaciones para móviles o elementos de comunicación para exteriores,entre otros trabajos; y como realizadora escribe guiones y realizado documentales. 
El reconocimiento profesional acompaña sus trabajos, algunos con un marcado carácter femenista y de acción social, como la campaña En Negro Contra as Violencia,  impulsada por la Concellaría de Igualdade del Concello de Compostela para el 25 de noviembre, Día Internacional de la Eliminación de la Violencia contra la Mujer, por la que obtuvo en 2018 el premio SERenidade otorgado por la Cadena Ser. La campaña se inició en 2015 y supuso el diseño de logotipos, carteles, espacios, material audiovisual, web y aplicaciones. El objetivo era sensibilizar a la sociedad contra las violencias machistas, involucrando a la ciudadanía y a los sectores sociales y económicos. La campaña, a la que se añadieron otras instituciones y colectivos en años siguientes debido a que el material permanece abierto en la  web https://ennegrocontraasviolencias.gal/gl, cubrió escaparates y personas de negro en señal de luto.
Otras de sus campañas premiadas fue el Territorio das mulleres, que quedó  finalista en la Bienal Iberoamericana de Diseño (BID) del 2016 en el apartado de diseño transversal. En este caso la creación de logotipos, carteles, la web de la iniciativa, piezas audiovisuales de promoción, aplicaciones se pusieron al servicio de conseguir una ciudad igualitaria y amigable con las mujeres.       
Convencida de la calidad del diseño gallego y la necesidad de impulsarlo, en 2006 fundó junto a los diseñadores  Pepe Barro, Ramón Méndez, Javier Pérez y María Domínguez  la Asociación Gallega de Diseño (DAG), integrada por profesionales del diseño de Galicia y que presidió hasta 2018. En la actualidad, representa a la DAG en la Red Española de Asociaciones de Diseño.
Junto con su labor de diseñadora imparte clases como profesora asociada de diseño en la facultad de Comunicación de la Universidad de Santiago de Compostela (USC).

### Trayectoria feminista
Muchos de los proyectos de comunicación en los que se involucra como diseñadora van dirigidos a incentivar la conciencia feminista. Permui se vincula al feminismo desde muy joven y en los años noventa comienza a colaborar con colectivos de mujeres. Entre sus  muchos trabajos en el ámbito feminista están la colaboración en el diseño de la revista gallega de pensamento feminista Andaina; la edición del libro Corpos de producción. Miradas críticas e relatos feministas en torno a suxeitos sexuados nos espazos públicos  junto a María Ruido en 2002; el estudio sobre la gráfica utilizada por el movimiento feminista o la producción y dirección en 2010 del documental sobre el trabajo y las luchas de las conserveras gallegas Doli, doli, doli… coas conserveiras. Rexistro de traballo.

## Premios
- 2023. Premio Galicia de Deseño, modalidade Profesionais.
- 2020. Finalista en la Bienal Iberoamericana de Diseño (BID) con el logotipo Xacobeo 21.
- 2018. Premio ‘SERenidade’ de la Cadena Ser por la campaña social‚ En Negro Contra as Violencia
- 2016. Finalista en la Bienal Iberoamericana de Diseño (BID) con el proyecto‚ Compostela,Territorio das mulleres en el apartado de diseño transversal.
- 2016. Primer Premio de los Premios Paraguas del Clúster de comunicación gráfica.
- 2012. Finalista de los Premios Europeos EDAWARDS, European design, por la gráfica Gallaecia Petrea.
- 2011. Premio Gourmand CookBook Award, por la publicación Rías Baixas, Territorio Gastronómico.
- 2008. Diploma de Aplicación Tipográfica en la VI Edición de los Premios Visual de Diseño, por Espazodocumental.net
- 2004. Premio Artezblai por el cartel y programa de la Feria de Teatro de Galicia.

## Producción

### Proyectos destacados
¿Refleja la imagen de España lo que diseñamos? READ, 2020
En Negro Contra a Violencia. Acción social transmedia, Galicia, 2015-2019 
Rediseño de la marca Xacobeo 2021, Galicia. 2018 
Compostela, Territorio das mulleres. Santiago, 2016-2019 
Contenedor de feminismos. Proyecto de acción y documentación en la calle. 2009-2017 
Con moita miga. Xornadas de pan. Galicia, 2014-2015 
MOVS. Danza en movimiento. Mercat de les Flors. Barcelona, 2012 
Gallaecia Petrea, Museo Gaias, 2012 
Proxecto Edición, CGAC, MARCO y Fundación Luis Seoane, 2006-2008  
Corpos de produción. Miradas críticas e relatos feministas en torno a suxeitos sexuados nos espazos públicos. Santiago de Compostela, 2002-2003

### Libros
- Refuxios, coeditado con Carme Nogueira, Instituto Cervantes de Beijing, Museo MARCO. Beijing-Vigo, 2012
- Rías Baixas, Territorio Gastronómico, coeditado con Marta Lucio. Deputación de Pontevedra. Pontevedra, 2011
- Corpos de producción. Miradas críticas e relatos feministas en torno a suxeitos sexuados nos espazos públicos, coeditado con María Ruido. Santiago de Compostela, 2002-200

### Audiovisual
- Lo que nos cuentan los paisajes (5’). Dirección y producción. Brasil-Galicia. 2018
- 1812-2012. Una mirada contemporánea. Acción Cultural España (AC/E). Registro de las obras de Marina Núñez, Abigail Lazkoz, Carme Nogueira y Azucena Vieites. 2012
- Doli, doli, doli… coas conserveiras. Rexistro de traballo. (56’) Dirección y producción. 2010
- Asuntos internos. (24’) Coproducción con Xoán Anleo. 2007